# Gauntlet (série de jeux vidéo)
Pour les articles homonymes, voir Gauntlet.
Gauntlet est une série de jeux vidéo de hack 'n' slash se déroulant dans un univers fantasy, débutée sur borne d'arcade en 1985, qui connait de nombreux épisodes sortis aussi bien en salle d'arcade que sur console de jeux vidéo ou sur ordinateur. L'un des concepteurs de la franchise est Ed Logg.

## Ludothèque
| 1985 | Gauntlet                      |
| 1986 | Gauntlet II                   |
| 1987 | Gauntlet: The Deeper Dungeons |
| 1988 | Gauntlet                      |
| 1989 |                               |
| 1990 | Gauntlet: The Third Encounter |
| 1991 | Gauntlet III: The Final Quest |
| 1992 |                               |
| 1993 | Gauntlet IV                   |
| 1994 |                               |
| 1995 |                               |
| 1996 |                               |
| 1997 |                               |
| 1998 | Gauntlet Legends              |
| 1999 |                               |
| 2000 | Gauntlet: Dark Legacy         |
| 2001 |                               |
| 2002 |                               |
| 2003 |                               |
| 2004 |                               |
| 2005 | Gauntlet: Seven Sorrows       |
| 2006 |                               |
| 2007 |                               |
| 2008 |                               |
| 2009 | Gauntlet (en)                 |
| 2010 |                               |
| 2011 |                               |
| 2012 |                               |
| 2013 |                               |
| 2014 | Gauntlet                      |

- Extension

### Gauntlet(1985)
Gauntlet est un jeu vidéo de hack 'n' slash développé et édité par Atari Games en 1985 sur borne d'arcade, qui a la particularité d'être jouable à quatre en simultané. Il est porté sur de nombreux ordinateurs et consoles de jeu tels que sur Amstrad CPC, Apple II, Atari 8-bits, Atari ST, Commodore 64, PC (DOS), Macintosh, MSX, ZX Spectrum, Master System, NES.
L'extension Gauntlet: The Deeper Dungeons est publiée en 1987 sur  Amstrad CPC, MSX, Atari ST, Commodore 64, et ZX Spectrum.

### GauntletII(1986)
Gauntlet II est un jeu vidéo de hack 'n' slash développé et édité par Atari Games en 1986 uniquement sur borne d'arcade.

### Gauntlet(1988)
Gauntlet est un jeu vidéo de hack 'n' slash développé et édité par Tengen en 1988 uniquement sur NES. Il s'agit d'une adaptation améliorée du jeu initial pour cette console. Tengen a édité des cartouches de jeu sous licence Nintendo et d'autres sans cette licence.

### Gauntlet: The Third Encounter(1990)
Gauntlet: The Third Encounter est un jeu vidéo de hack 'n' slash développé par Epyx et édité par Tengen en 1990 uniquement sur Atari Lynx.

### GauntletIII:The Final Quest(1991)
Gauntlet III: The Final Quest est un jeu vidéo de hack 'n' slash développé par Tengen et édité par U.S. Gold en 1991 sur Amiga, Atari ST, Commodore 64, ZX Spectrum et Amstrad CPC.

### GauntletIV(1993)
Gauntlet IV est un jeu vidéo de hack 'n' slash développé et édité par Tengen en 1993 uniquement sur Mega Drive.

### Gauntlet Legends(1998)
Gauntlet Legends est un jeu vidéo de hack 'n' slash développé et édité par Atari Games sur borne d'arcade en 1998, et développé et édité par Midway Games en 1999 sur consoles Dreamcast, Nintendo 64, PlayStation.

### Gauntlet: Dark Legacy(2000)
Gauntlet: Dark Legacy est un jeu vidéo de hack 'n' slash développé par Midway Games West et édité par Midway Games sur borne d'arcade en 2000, puis en 2001 et 2002 sur PlayStation 2, GameCube et Xbox. Il est porté sur Game Boy Advance par Pocket Studios en 2002.

### Gauntlet: Seven Sorrows(2005)
Gauntlet: Seven Sorrows est un jeu vidéo de hack 'n' slash développé par Midway Studios San Diego et édité par Midway Games en 2005 sur PlayStation 2, et Xbox.

### Gauntlet(2009)
Gauntlet (en) est un jeu vidéo de hack 'n' slash annulé en 2009, développé par Backbone Entertainment sur Nintendo DS, dont l'éditeur prévue était Eidos Interactive en 1985 borne d'arcade, 

### Gauntlet(2014)
Gauntlet est un jeu vidéo de hack 'n' slash développé par Arrowhead Game Studios et édité par Warner Bros. Interactive Entertainment en 2014 sur PC et PlayStation 4.